# Alinjarria elongata
Alinjarria elongata är en insektsart som först beskrevs av Rentz, D.C.F. 1993.  Alinjarria elongata ingår i släktet Alinjarria och familjen vårtbitare. IUCN kategoriserar arten globalt som akut hotad. Inga underarter finns listade i Catalogue of Life.